# Rafi Bistritzer
Rafi Bistritzer (* 1974) ist ein israelischer Festkörperphysiker.

## Leben
Bistritzer studierte ab 1997 an der Universität Tel Aviv Physik und Informatik mit dem Bachelor-Abschluss 2000 und danach Physik am Weizmann-Institut mit dem Master-Abschluss 2003 und der Promotion 2007. Als Post-Doktorand war er bis 2012 an der University of Texas at Austin bei Allan H. MacDonald. Anfangs befasste er sich dort theoretisch mit niedrigdimensionalen elektronischen Systemen in Festkörpern (Graphen, Heterostrukturen, die auf Oxiden basieren), dann mit Magnetresonanztomographie (MRI), Entwurf von Pulsfolgen und Algorithmen sowie Infrastruktur für die Anwendung in Kliniken. Danach ging er wieder nach Israel, war er ab 2012  Leiter der Forschung und Entwicklung im Bereich Rheologie bei Aspect Imaging (wo er MRI auf die Analyse von Bohrschlamm und allgemein rheologische Fragen anwandte), ab 2013 Manager der Physik-Abteilung bei Medtronic in Minneapolis, wobei er sich mit Algorithmen und Magnet-Entwurf für MRI befasste, und ab 2015 Team-Manager der Algorithmen-Gruppe bei Applied Materials, die sich mit Maschinenlernen und Computersehen befasst.

## Forschung
Er ist vor allem für seine Forschungen zu Graphen bekannt, teilweise mit Allan MacDonald. Unter anderem erklärten sie die elektronischen Moiré-Muster in Doppelschicht-Graphen, die aus Überlagerung der periodischen Gitter in der Doppelschicht entstehen. Sie fanden, dass das Moiré-Muster auch auf der Ebene der elektronischen Bänder zu einer stärkeren Verkopplung in den beiden Schichten führt und die Geschwindigkeit der Diracelektronen des Graphens bei bestimmter geometrischer Ausrichtung der  Gitter zueinander (zum Beispiel einem Drehwinkel von 1,1 Grad) verschwindet, eine neuartige Form der Supraleitung. Das wurde 2017 von der Gruppe von Pablo Jarillo-Herrero am MIT bestätigt. MacDonald und Bistritzer untersuchten auch die besonderen Transportphänomene, die sich je nach Kommensurabilität von Graphen-Gittern ergeben und Muster ähnlich dem fraktalen Hofstadter-Schmetterling bei Anwendung äußerer Magnetfelder. Er schätzte mit MacDonald und anderen die Sprungtemperatur für den Kosterlitz-Thouless-Übergang (Kondensation von Elektron-Loch-Paaren, Übergang zu Supraflüssigkeit) in zweidimensionalen Graphen-Doppelschichten ab. Sie kamen zu dem Schluss, dass dies unter Umständen bei Raumtemperatur möglich wäre.

## Ehrungen
2020 erhielt er den Wolf-Preis in Physik mit Allan H. MacDonald und Pablo Jarillo-Herrero für Pionierarbeiten theoretischer und experimenteller Art über gegeneinander verdrehtem Doppelschicht-Graphen (Laudatio).

## Schriften (Auswahl)
- mit Ehud Altman: Intrinsic dephasing in one-dimensional ultracold atom interferometers, Proc. Nat. Acad. Sci., Band 104, 2007, S. 9955–9959, Arxiv
- mit Hongki Min, Jung-Jung Su, A. H. MacDonald: Room-temperature superfluidity in graphene bilayers, Physical Review B, Band 78, 2008, S. 121401, Arxiv
- mit A. H. MacDonald: Electronic cooling in graphene, Physical Review Letters, Band 102, 2009, S., 206410, Arxiv
- mit A. H. MacDonald: Transport between twisted graphene layers, Physical Review B, Band 81, 2010, S. 245412, Arxiv
- mit A. H. MacDonald: Moiré butterflies in twisted bilayer graphene, Physical Review B, Band 84, 2011, S. 035440, Arxiv
- mit A. H. MacDonald: Moiré bands in twisted double-layer graphene, Proc. Nat. Acad. Sci. USA, Band 108, 2011, S. 12233–12237, Arxiv
- mit A. H. MacDonald: Materials science: graphene moiré mystery solved ?, Nature, Band 474, 2011, S. 453